# Спініфекс-Рідж
20°58′03″ пд. ш. 117°01′23″ сх. д. / 20.9676° пд. ш. 117.023° сх. д.

Мапа родовища Спініфекс-Рідж

Спініфекс-Рідж (англ. Spinifex Ridge) — гігантське молібденово-мідне і залізорудне родовище в Австралії. Одне з найбільших у світі. Розташоване в північно-західній частині Австралії, приблизно за 50 км на північний схід від Марбл-Бара.
Розробка родовища почалася в 2010 році. Запланований річний обсяг видобутку молібденової руди (в перерахунку на чистий молібден) — 500 тис. тонн, мідної руди (в перерахунку на мідь) — 800 тис. тонн. У 2020-тих роках ресурси родовища становлять 281 млн тонн руди, що містить у середньому 0,07 % молібдену, 0,1 % міді і 1,9 г/т срібла (при бортовому вмісті молібдену 0,04 %).
Розробником родовища є австралійська компанія Moly Mines.